# 七乗数
七乗数（しちじょうすう）は、同じ数を7乗してできる数。n番目の七乗数は、n7 = n × n × n × n × n × n × nと表され、n番目の六乗数をn倍するか、n番目の五乗数をn番目の平方数倍するか、n番目の四乗数をn番目の立方数倍するかで求められる。最初のいくつかの自然数（0を含む）の七乗数は下の通りである。
0, 1, 128, 2187, 16384, 78125, 279936, 823543, 2097152, 4782969, 10000000, 19487171, 35831808, 62748517, 105413504, 170859375, 268435456, 410338673, 612220032, 893871739, 1280000000, 1801088541, 2494357888, 3404825447, 4586471424, 6103515625, 8031810176, ... オンライン整数列大辞典の数列 A001015
ロバート・レコードの考案したゼンジゼンジゼンジックでは、七乗数は「5乗から2つ目」と呼ばれた。

## 性質
レオナード・E・ディクソンは七乗数についてのウェアリングの問題について研究し、全ての非負整数は高々258個の非負七乗数の和で表され、47個以上の非負整数が必要なのは有限個しかなく、負の冪乗も許せば高々12個でよいことを証明した。
4つの正の七乗数の和で2通りに表せる最小の自然数は2056364173794800、8つの正の七乗数の和で表せる最小の七乗数は{\displaystyle 102^{7}=12^{7}+35^{7}+53^{7}+58^{7}+64^{7}+83^{7}+85^{7}+90^{7}}である。7つの正の七乗数の和で表せる七乗数は{\displaystyle 568^{7}=127^{7}+258^{7}+266^{7}+413^{7}+430^{7}+439^{7}+525^{7}}と{\displaystyle 626^{7}=625^{7}+309^{7}+258^{7}+255^{7}+158^{7}+148^{7}+91^{7}}しか見つかっていない。これより少ない数の正の七乗数の和で表せる七乗数は、現在4乗と5乗についてしか反証されていないオイラー予想の反例となる。